# Yerba Santa, Santo Domingo Petapa
Yerba Santa är en ort i Mexiko.   Den ligger i kommunen Santo Domingo Petapa och delstaten Oaxaca, i den sydöstra delen av landet, 500 km sydost om huvudstaden Mexico City. Yerba Santa ligger 459 meter över havet och antalet invånare är 114.
Terrängen runt Yerba Santa är kuperad. Runt Yerba Santa är det ganska glesbefolkat, med 26 invånare per kvadratkilometer. Närmaste större samhälle är Santa María Petapa, 16,2 km sydost om Yerba Santa. I omgivningarna runt Yerba Santa växer i huvudsak städsegrön lövskog.